# Савич, Милош
Милош Савич (серб. Милош Савић, 1 марта 1987, Крагуевац) — сербский бобслеист, разгоняющий, выступает за сборную Сербии с 2009 года. Участник зимних Олимпийских игр в Ванкувере, неоднократный победитель национального первенства, участник чемпионата мира и многих этапов Кубка Европы.

## Биография
Милош Савич родился 1 марта 1987 года в городе Крагуевац, регион Шумадия. Активно заниматься бобслеем начал в 2008 году, год спустя в качестве разгоняющего прошёл отбор в национальную сборную и стал ездить на крупные международняе старты, порой показывая довольно неплохой результат. Тогда же дебютировал в Кубке Европы, на этапе в австрийском Иглсе занял в зачёте четвёрок девятнадцатое место. Благодаря череде удачных выступлений удостоился права защищать честь страны на зимних Олимпийских играх 2010 года в Ванкувере, где в составе четырёхместного экипажа, возглавляемого пилотом Вуком Радженовичем, финишировал восемнадцатым.
Постолимпийский сезон Савич провёл на прежнем высоком уровне, в 2011 году впервые поучаствовал в заездах взрослого чемпионата мира, на трассе немецкого Кёнигсзее с четвёркой был двадцать четвёртым. Сезон 2012/13 из-за высокой конкуренции вынужден проводить на второстепенных менее значимых турнирах, в основном на юниорских.